# Västerskäret (nordväst om Furuviken, Kristinestad)
Västerskäret är en ö i Finland. Den ligger i Bottenhavet och i kommunen Kristinestad i landskapet Österbotten, i den västra delen av landet. Ön ligger omkring 93 kilometer söder om Vasa och omkring 310 kilometer nordväst om Helsingfors.
Öns area är 7,3 hektar och dess största längd är 0,7 kilometer i sydväst-nordöstlig riktning.